# 张羽明
张羽明，字升衢，奉天宁远州人，清朝政治人物。

## 生平
举人出身。初官江寧府知府。康熙三年（1664年），接替郭廷弼任松江府知府一职，任內奢侈淫纵，靡所不至。通過徐二官謀逆案，謀求升職，而报抚院韩世琦，致使大量百姓被殺。期間又趁機訛詐鄉間。康熙六年（1667年），工科給事中周明上奏查辦，發現其歷年貪污数千万。1670年，由陈殊训接任。
张羽明任松江知府期間，下轄上海縣的豫園被當地一些士紳改為清和書院，並打算在裡面放上张羽明的長生祿位。書院尚未完工，张羽明便遭到罷免，只得停工。